# Agnès Poirier

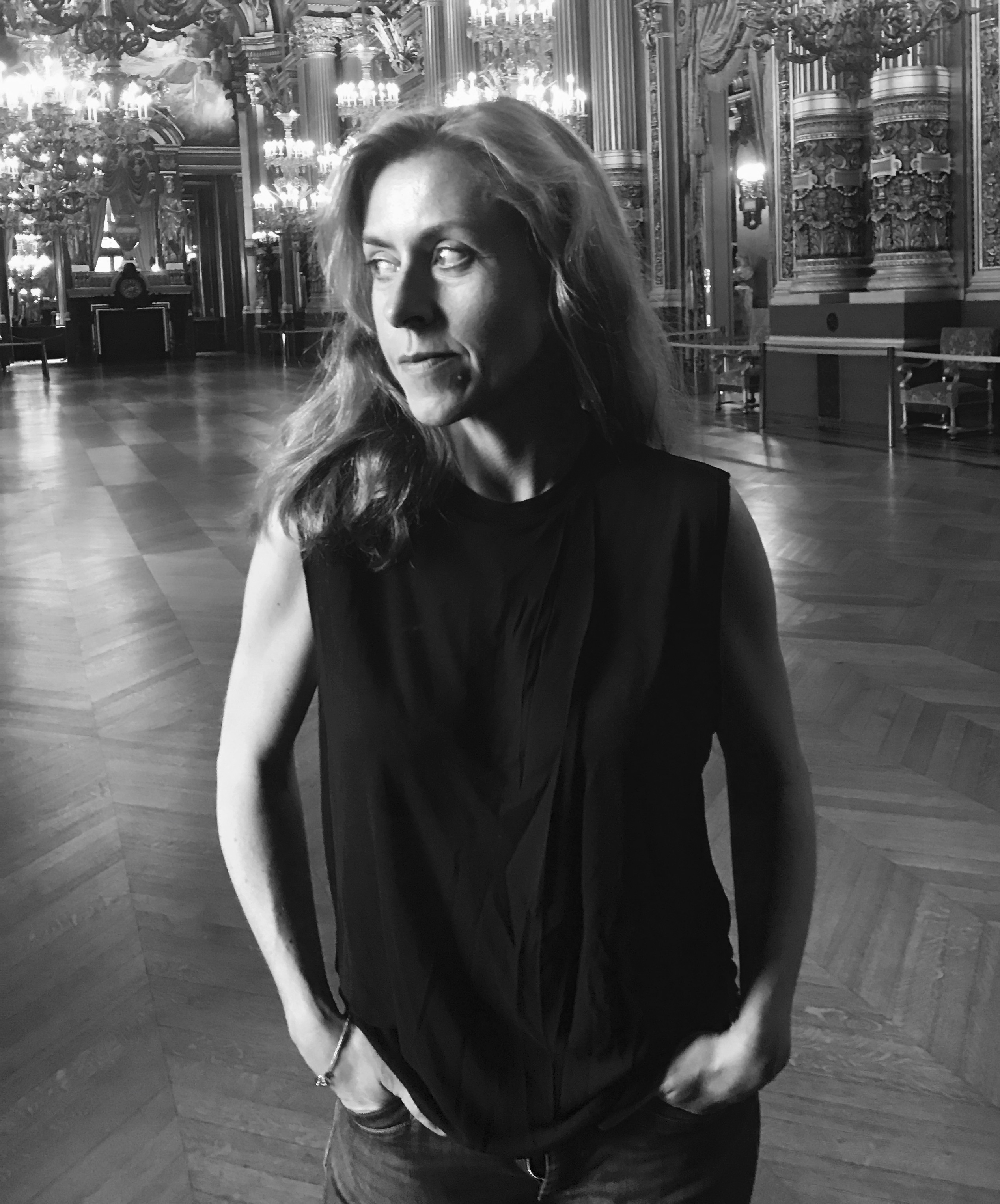
Agnès Poirier, 2018

Agnès Catherine Poirier (geboren 1975 in Paris) ist eine französische Journalistin, die in London arbeitet.

## Leben
Agnès Poirier studierte an der Sorbonne und am Sciences-Po in Paris und wurde 1995 an der London School of Economics (LSE) promoviert. Sie lebt seither vorwiegend in London.  Sie arbeitete  als Korrespondentin für Radio France. Poirier schreibt für Le Nouvel Observateur, Le Monde und in englischer Sprache für The Guardian, The Times, New Statesman und The Independent on Sunday. Sie ist Korrespondentin für Marianne, La Vie und für die italienische Wochenzeitung L’Espresso. Sie wirkt als Kommentatorin im Fernsehprogramm der BBC.
Zwischen 2001 und 2006 veröffentlichte sie Filmkritiken in der Zeitung Libération. Sie ist Beraterin des Cannes Film Festival für englische Filme.
Poirier veröffentlichte aus ihrer journalistischen Arbeit mehrere Bücher. 2019 erschien auf Deutsch ihr Buch An den Ufern der Seine, in dem sie über künstlerische und intellektuelle Szenen in Paris der 40er Jahre schrieb.
Im Jahr 2021 erhielt sie den Literaturpreis Hommage à la France der Stiftung Brigitte Schubert-Oustry Dresden.

## Schriften (Auswahl)
- Les nouveaux Anglais : clichés revisités. Paris: Alvik Editions. 2005
- Le Modèle anglais, une illusion française. Paris: Alvik, 2005, ISBN 2-914833-53-9
- Touché, A French woman's take on the English. Weidenfeld & Nicolson, 2006
- Left Bank: Art, Passion and the Rebirth of Paris 1940–1950. London: Bloomsbury Publishing, 2018, ISBN 978-1-4088-5746-5
- An den Ufern der Seine. Die magischen Jahre von Paris 1940–1950, dt. Monika Köpfer, Klett-Cotta Verlag, Stuttgart 2019, ISBN 978-3-608-96401-1.
- Notre Dame. Die Seele Frankreichs, dt. Monika Köpfer, Insel Verlag, 2020